# Đền Cờn
Đền Cờn là một ngôi đền nằm trên gò Diệc, hướng mặt ra sông Hoàng Mai, tại phường Quỳnh Phương, thị xã Hoàng Mai, tỉnh Nghệ An, Việt Nam. Tại phường Quỳnh Phương còn có đền Ông chín Cờn nằm cách đền Cờn trong 1 km.

## Truyền thuyết
Đền Cờn ở xã Quỳnh Phương huyện Quỳnh Lưu, nay là phường Quỳnh Phương, thị xã Hoàng Mai, tỉnh Nghệ An được xác định là điểm phát tích thờ tứ vị thánh nương và sau đó nơi đây đã phát triển trở thành một trung tâm tín ngưỡng thờ Mẫu lớn nhất, một trong bốn nơi ở Nghệ An (đền Cờn, đền Quả, Bạch Mã, Chiêu Trưng) và của cả khu vực Bắc miền Trung. Hiện tượng thờ tứ vị thánh nương không chỉ dừng ở nơi ban đầu mà còn được khuếch tán, lan tỏa thờ phụng ở hàng trăm nơi (riêng Thanh Hóa có tới 81 nơi thờ) ven biển, ven sông vùng Bắc Trung Bộ và đồng bằng Bắc Bộ.
Đền Cờn Trong nằm trên gò Diệc, hướng mặt sông Hoàng Mai, thờ Tứ vị Thánh nương Nam Hải Đại càn quốc gia. Theo thần phả tại đền và một số tài liệu lịch sử như: Đại Việt sử ký toàn thư, Đại Nam nhất thống chí, Tứ vị Thánh nương Nam Hải Đại càn quốc gia là bà Thái hậu Dương Nguyệt Quả, 2 công chúa Triệu Nguyệt Khiêu, Triệu Nguyệt Hương (con vua Tống Độ Tông) và bà nhũ mẫu (Trung Quốc). Năm Thiệu Bảo thứ nhất (1279), do quân Tống thất bại trong trận chiến Tống - Nguyên, Vua Tống Đế Bính cùng quan quân nhảy xuống biển tự vẫn. Thái hậu và 2 công chúa vì thương tiếc nhà Vua cũng nhảy xuống biển tự vẫn theo, thân xác trôi dạt đến cửa Cờn (Nghệ An). Người dân nơi đây đã vớt lên chôn cất và thờ tại Đền Cờn.
Cũng có một số truyền thuyết khác nói rằng, Tứ vị Thánh nương gồm Thái hậu Dương Nguyệt Quả, Quách Thị hoàng hậu, cùng hai công chúa Nguyệt Khiêu, Nguyệt Hương, lại có tích khác cho rằng, Tứ vị Thánh nương là Thái hậu và 3 công chúa. Tuy mỗi câu chuyện có những tình tiết khác nhau, nhưng tất cả đều ẩn chứa sự linh thiêng, huyền bí, là nguồn gốc để hình thành nên giá trị tâm linh độc đáo nơi đây. Các bà thường hiển linh về giúp nhân dân trong vùng. Sau các bà được vua Trần Anh Tông phong làm Đại càn quốc gia Nam Hải tứ vị thánh nương. Vua Trần Thái Tông, vua Lê Thánh Tông, vua Quang Trung khi đi đánh trận đều qua đền lập đàn tế lễ, cầu xin Tứ vị thánh nương phù hộ cho quân Việt Nam thắng trận.
Dân gian có câu: "Nhất Cờn, nhì Quả, tam Bạch Mã, tứ Chiêu Trưng"... lễ hội đền Cờn là một trong những lễ hội cổ xưa, có tiếng linh thiêng vào bậc nhất Nghệ An.

## Di tích và lễ hội
Theo sách địa lý - phong thổ, ngôi Đền này có thế đứng giống đầu chim phượng hoàng với hai cánh phượng là hai đồi cát nhô cao giăng dài nằm ngay phía sau đền, hai mắt phượng là giếng Đò, giếng Đình nằm trên hai ngọn đồi này.
Đền Cờn Trong được xây dựng vào thời Trần, phát triển quy mô lớn ở thời Lê, trùng tu nhiều ở thời Nguyễn, bởi vậy, di tích mang đậm phong cách văn hóa cuối Lê đầu Nguyễn. Trải qua thời gian, ngôi Đền hiện chỉ còn tòa Nghi môn, Chính điện, Trung điện, Hạ điện và tòa ca vũ. Qua cổng Đền vào sân, bước lên 10 bậc đá sẽ tới tòa Nghi môn. Đây là một tòa nhà hình chữ công bề thế, gồm có hai tầng, 8 mái, liền tiếp sau nó là Chính điện, Trung điện và Hạ điện. Toà ca vũ với ba gian chính và hai gian phụ cũng to rộng, bề thế, có đề tài trang trí đa dạng.
Quy mô Đền Cờn Trong tuy không lớn, nhưng hội tụ nhiều nét văn hoá đặc sắc, từ vật liệu xây dựng Đền cho đến các đường nét chạm khắc, tạo hình... Tất cả cho thấy trình độ tay nghề điêu luyện của người xưa. Tại đây còn lưu giữ 142 hiện vật quý giá. Ngoài các loại bằng sắc, câu đối, đại tự, đồ tế khí: kiệu, tàn lọng, đồ ngà, đồng..., còn có bia đá 2 mặt cao 1,6m, rộng 1,2m dựng năm 1665, chuông đồng đúc năm Cảnh Hưng (1752) nặng 300 kg, 28 pho tượng đá và nhiều tượng gỗ thời Lê.
Ngày 29/1/1993, Bộ Văn hoá - Thông tin (nay là Bộ Văn hóa, Thể thao và Du lịch) đã có quyết định số 68/QĐ-BVHTT công nhận Đền Cờn là di tích lịch sử - văn hoá cấp quốc gia. Năm 2017, lễ hội Đền Cờn được công nhận là di sản văn hóa phi vật thể quốc gia.
Lễ hội đền Cờn diễn ra từ ngày 19 - 21/1 âm lịch hàng năm là dịp để người dân trong vùng cũng như du khách thập phương đến Đền chiêm bái và tưởng nhớ công ơn của Tứ vị Thánh Nương. Với các hoạt động như: chạy ói, diễn trận thủy chiến giả gắn với truyền thuyết dựng đền, đu tiên, đấu vật, đánh cờ người, đua thuyền rồng, hát tuồng, chèo, chầu văn...